# Nookie
Nookie – utwór amerykańskiego zespołu muzycznego Limp Bizkit, będący pierwszym singlem z drugiego albumu studyjnego zespołu, Significant Other. Został wydany w formacie CD 15 czerwca 1999 roku nakładem Flip Records i Interscope Records. Był pierwszym utworem Limp Bizkit, który znalazł się na liście Billboard Hot 100 – dotarł na niej do 80. miejsca. W 2000 roku „Nookie” był nominowany do nagrody Grammy w kategorii Best Hard Rock Performance, jednak przegrał z utworem „Whiskey in the Jar” zespołu Metallica.

## Opis i geneza
Słowo „Nookie”, będące tytułem utworu, to w języku angielskim archaiczne, slangowe i eufemistyczne określenie seksu. Okoliczności zarówno takiego zatytułowania utworu, jak również jego skomponowania Wes Borland, gitarzysta Limp Bizkit, wyjaśnił w wywiadzie dla serwisu Songfacts następująco: 

Przy jednej z innych piosenek na albumie zaczęliśmy jamować. Lethal [członek zespołu odpowiedzialny za turntablizm] miał beat, a ja grałem na gitarze. Zaczęliśmy grać, w momencie wymyślając to outro do innej piosenki, po czym stwierdziliśmy: „Whoa, to jest naprawdę fajne” i wymyśliliśmy szybką zwrotkę/refren. Następnie pomyśleliśmy: „Dobra, to jaki roboczy tytuł powinniśmy temu nadać?” Beat został zsamplowany z włoskiego filmu pornograficznego z lat 70., czy coś w tym stylu, który Lethal miał w swojej bibliotece. Prosta myśl: „Skoro ten beat pochodzi z filmu pornograficznego, powinniśmy nazwać tę piosenkę „Nookie”.” Następnego dnia do studia przyszedł Fred [Durst, wokalista zespołu] i powiedziałem mu: „Musimy pokazać ci piosenkę, na razie nazywamy ją „Nookie”.” On na to: „Dobra.” A potem wściekł się i rzucił: „Człowieku, to jest nazwa dla tej piosenki! Zamierzam użyć tego jako tekstu.” I to było to.

 

W 2008 roku Borland opowiedział magazynowi Kerrang! inną historię pochodzenia tytułu: 

Zabawne jest to, że „Nookie” w rzeczywistości było tytułem roboczym. Kiedy byliśmy w studiu, był tam magazyn pornograficzny, który miał na okładce słowo „nookie”, więc w związku z tym pomyślałem: „Nazwiemy tę piosenkę „Nookie”!” Nigdy jednak nie sądziłem, że ktoś faktycznie podchwyci ten pomysł. Przypuszczam, że to wszystko moja wina.

 

Tekst utworu został zainspirowany nieudanym związkiem uczuciowym Freda Dursta. Jak sam Durst stwierdził w rozmowie z MTV: 

Chodzi o moją byłą dziewczynę, jak traktowała mnie jak gówno, a ja nie potrafiłem od niej odejść, nie mogłem się z tego wyrwać. Pieprzyła się z moimi kumplami i wykorzystywała mnie dla moich pieniędzy. Próbowałem pojąć, dlaczego to znosiłem, i doszedłem do wniosku, że znosiłem to wszystko dla seksu.

## Teledysk
Teledysk do utworu został nakręcony w 1999 roku w Long Island City w stanie Nowy Jork, a jego reżyserem był Fred Durst. Był to trzeci klip wyreżyserowany przez Dursta. Zespół umożliwił udział w teledysku setkom swoich fanów – informacja o zapotrzebowaniu na chętnych do zagrania w klipie i miejscu jego akcji została wyemitowana w radiu na dzień przed kręceniem. Na początku teledysku ukazany jest Fred Durst, jak śpiewa piosenkę, a za nim podąża tłum fanek. Po dojściu do miejsca, w którym cały zespół Limp Bizkit grał koncert, zgromadzony pod sceną tłum dzieli się według płci – wszyscy mężczyźni idą na jedną stronę sceny, a kobiety na drugą. Kiedy Durst śpiewa refren, w niektórych momentach wyciąga mikrofon w stronę poszczególnych części tłumu, zmuszając je do śpiewania. Uwagę zwracały stroje Freda Dursta i Wesa Borlanda. Ten pierwszy był ubrany w długi zimowy płaszcz, mimo że w dniu kręcenia teledysku była słoneczna i ciepła pogoda, zaś ten drugi miał na sobie budzący grozę strój małpoluda. Pod koniec teledysku Durst zostaje zatrzymany i zabrany przez funkcjonariuszy policji, co stanowi wprowadzenie do początku teledysku do utworu „Re-Arranged”.

## Odbiór krytyczny
Pharrell Williams, wokalista zespołu N.E.R.D, w 2008 roku uznał utwór „Nookie” za posiadający niemały ładunek energii, jednocześnie określając go jako odpowiednik puszki Red Bulla. Chris Deville z internetowego magazynu muzycznego Stereogum w opublikowanym w 2019 roku artykule dotyczącym 20. rocznicy wydania albumu Significant Other określił „Nookie” jako „kolejną z tych piosenek, w których Durst marnuje coś, co mogło być potężną hybrydą rapu i rocka” oraz skrytykował, jego zdaniem, niski poziom artystyczny tekstu utworu. Jednocześnie uznał „Nookie” za najlepsze, co zespół miał do zaoferowania na albumie Significant Other. W 2022 roku magazyny Loudersound i Kerrang! umieściły utwór, na, odpowiednio, drugim i trzecim miejscu swoich list najlepszych piosenek Limp Bizkit.

## Lista utworów
Opracowano na podstawie materiału źródłowego.
Wydanie CD holenderskie (Flip/Interscope 497 139-2) i CD australijskie (Flip/Interscope 497 139-2)
| Nr | Tytuł utworu                      | Autorzy                  | Długość |
| -- | --------------------------------- | ------------------------ | ------- |
| 1. | „Nookie”                          |                          | 4:26    |
| 2. | „Counterfeit (Lethal Dose Remix)” | DJ Lethal, Josh Abrahams | 3:22    |
| 3. | „Counterfeit (Phat Ass Remix)”    | Josh Abrahams            | 3:03    |
| 4. | „Video1 Nookie”                   |                          |         |
| 5. | „Video2 Faith”                    |                          |         |
|    |                                   |                          | 10:51   |

Wydanie CD amerykańskie (Flip/Interscope INT5P-6591)
| Nr | Tytuł utworu             | Długość |
| -- | ------------------------ | ------- |
| 1. | „Nookie (Clean Version)” | 4:27    |
| 2. | „Nookie (Album Version)” | 4:27    |
|    |                          | 8:54    |

Wydanie CD brytyjsko-europejskie (Flip/Interscope 497 078-2)
| Nr | Tytuł utworu             | Długość |
| -- | ------------------------ | ------- |
| 1. | „Nookie (Clean Version)” | 4:27    |
|    |                          | 4:27    |

## Notowania na listach przebojów
Notowania tygodniowe
| Lista (1999)                                           | Pozycja |
| ------------------------------------------------------ | ------- |
| Australia (ARIA)                                       | 13      |
| Holandia (Single Top 100)                              | 36      |
| Nowa Zelandia (Recorded Music NZ)                      | 33      |
| Salwador (El Salvador Music Chart)                     | 5       |
| Stany Zjednoczone (Billboard Hot 100 (Billboard))      | 80      |
| Stany Zjednoczone (Modern Rock Tracks (Billboard))     | 3       |
| Stany Zjednoczone (Mainstream Rock Tracks (Billboard)) | 6       |